# Ryłowice
Ryłowice [pronunciación en polaco: /rɨwɔˈvit͡sɛ/] es un pueblo ubicado en el distrito administrativo de Gmina Samborzec, dentro del Condado de Sandomierz, Voivodato de Świętokrzyskie, en el sur de Polonia central. Se encuentra aproximadamente a 8 kilómetros al oeste de Samborzec, a 16 kilómetros al oeste de Sandoerz, y a 72 kilómetros al sureste de la capital regional Kielce.